# デザートテック MDR
デザート・テック MDR（Desert Tech Micro Dynamic Rifle (MDR)）は、ユタ州に本拠を置く銃器メーカーのデザートテック社（旧デザート・タクティカル・アームズ社）によって開発された自動装填式ライフルである。2014年のショット・ショーで発表された。

## 設計および機能
ブルパップ方式のアサルトライフルが現代の射撃術に対応していないことから、その欠点を解決する目的で開発された。
ブルパップ・ライフルは本来左から構えることが困難だが、これに対しMDRは左右両利き用の操作系で、また空薬莢が射手の顔にぶつからないよう前方に排莢するシステムが搭載されている。このシステムは独自のボルト機構と排莢口についたシュートパネルの働きによるもので、このパネルを左右に付け替えて排莢口を即時に入れ替えることや、単に外すことで従来と同じ横排莢も可能。
またマルチキャリバーにも対応しており、バレル等を脱着することで異なる口径の弾薬を使い分けられるようになっている。
現行版のMDRx(Micro Dynamic Rifle eXtreme)は複数箇所の改良を施しており、前方排莢するFEモデルと横排莢するSEモデルがリリースされている(後にMDRシリーズと外装が同じだが、SEと同じ横排莢で部品点数が減ったWLVRNもリリースされた)。

## 登場作品

### ゲーム
『ゴーストリコンシリーズ』
『ゴーストリコン ワイルドランズ』
DLCの新勢力『ロス・エクストランへロス』のジャマー兵およびプレイヤーの装備として登場。
『ディビジョンシリーズ』
『ディビジョン』
『ディビジョン2』
『ドールズフロントライン』
星5アサルトとしてMDRが登場。